# Place de la Cathédrale (Rouen)
Pour les articles homonymes, voir Place de la Cathédrale.
La place de la Cathédrale est une voie publique de la commune française de Rouen.

## Situation et accès
Sous la place passe le tunnel Saint-Herbland qui débouche sur la rue Grand-Pont.
Rues adjacentes
- Rue Georges-Lanfry
- Rue des Carmes
- Rue du Gros-Horloge
- Rue du Petit-Salut
- Rue Grand-Pont
- Rue de la Tour-de-Beurre
- Rue du Change

Une station de vélos en libre-service Lovélo y est présente.

## Origine du nom
Elle doit son nom à la cathédrale Notre-Dame devant laquelle elle se situe.

## Historique
La place de la cathédrale est située au centre du castrum gallo-romain du IVe siècle, au croisement du cardo (actuelle rue des Carmes) et du decumanus (axe de la rue du Gros-Horloge).
Cette place a également été connue sous le nom de place Notre-Dame. Elle a été jusqu'au XIVe siècle le parvis ou l'aître de Notre-Dame.
Le marché aux herbes et menues denrées s'y tient jusqu'à son transfert en 1429 dans le clos aux Juifs sur l'actuelle place du Maréchal-Foch.
Le Livre des Fontaines de Jacques Le Lieur permet d'imaginer cette place vers 1525. La place est pavée en 1530. En 1641, des croix de pierre sont installées aux deux extrémités du parvis. Elles seront abattues à la Révolution en même temps que les murs qui fermaient la place, qui avaient été élevés en 1537, sur délibération du conseil du 23 novembre 1792. Le parvis est clos avec en son centre une fontaine. Cette fontaine, construite en 1450 est supprimée en 1856. À la fin du XVIIIe siècle, le cimetière paroissial est supprimé. En 1793, la place prend le nom de place de la Raison et en 1795 place de la République avant de reprendre son ancien nom. Les bornes en fonte qui entourent le portail sont installées en 1823.
Alentour, les maisons avec des avant-soliers coexistent avec de nouvelles constructions comme le bureau des Finances. Les anciennes maisons au nord de la place sont détruites et sont remplacées par l'immeuble de la Mutuelle-Vie en 1899. Subissant des dommages pendant la Seconde Guerre mondiale lors des bombardements du 19 avril 1944, l'immeuble est finalement détruit en 1972. Le 30 mai 1976, le palais des Congrès, réalisation de l'architecte rouennais Jean-Pierre Dussaux, est inauguré par le maire de Rouen Jean Lecanuet. Fermé pour des raisons de sécurité en 1996, il est détruit en 2010. Le palais des Congrès laisse place à l'Espace Monet-Cathédrale, projet de l'architecte Jean-Paul Viguier et à la valorisation de l'hôtel Romé.
Au sud se trouve la sortie du tunnel Saint-Herbland et du parking souterrain de l'Espace du Palais.
Cette place fait face à l'ancien bureau des Finances, remarquable pour ses façades sur rue et sur cour et ses toitures, qui fait l’objet d’un classement au titre des monuments historiques depuis le 20 août 1926. Construit de 1509 à 1540 à la demande du cardinal Georges d'Amboise, il s'agit du plus ancien monument Renaissance subsistant à Rouen, occupé depuis 1959 par l’office de tourisme de la ville. À côté, se trouve la Grande pharmacie du Centre, dans un immeuble style Art déco et ses ferronneries d’art de Raymond Subes,.

## Bâtiments remarquables et lieux de mémoire
- La cathédrale primatiale Notre-Dame classée monument historique (1862).
- no 25 : L'office de tourisme, ancien bureau des Finances classé monument historique (1926).
- no 29 : La Grande pharmacie du Centre, immeuble Art déco de Fernand Hamelet et Raymond Subes. L'horloger Pierre Daniel Destigny était établi à cette adresse dans les années 1830.
- Espace Claude-Monet, Jean-Paul Viguier architecte (2012)

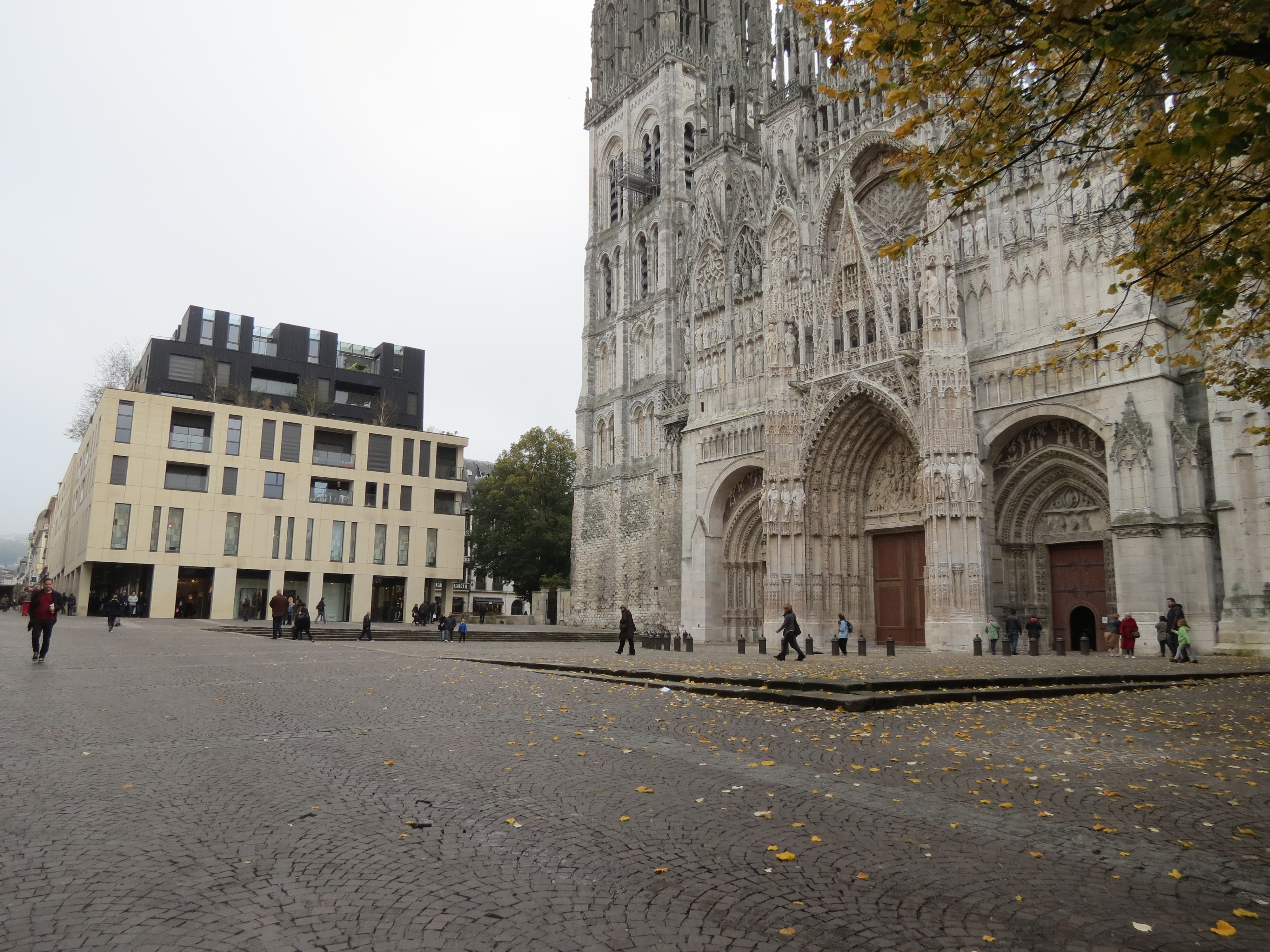
La place et l'Espace Claude-Monet.
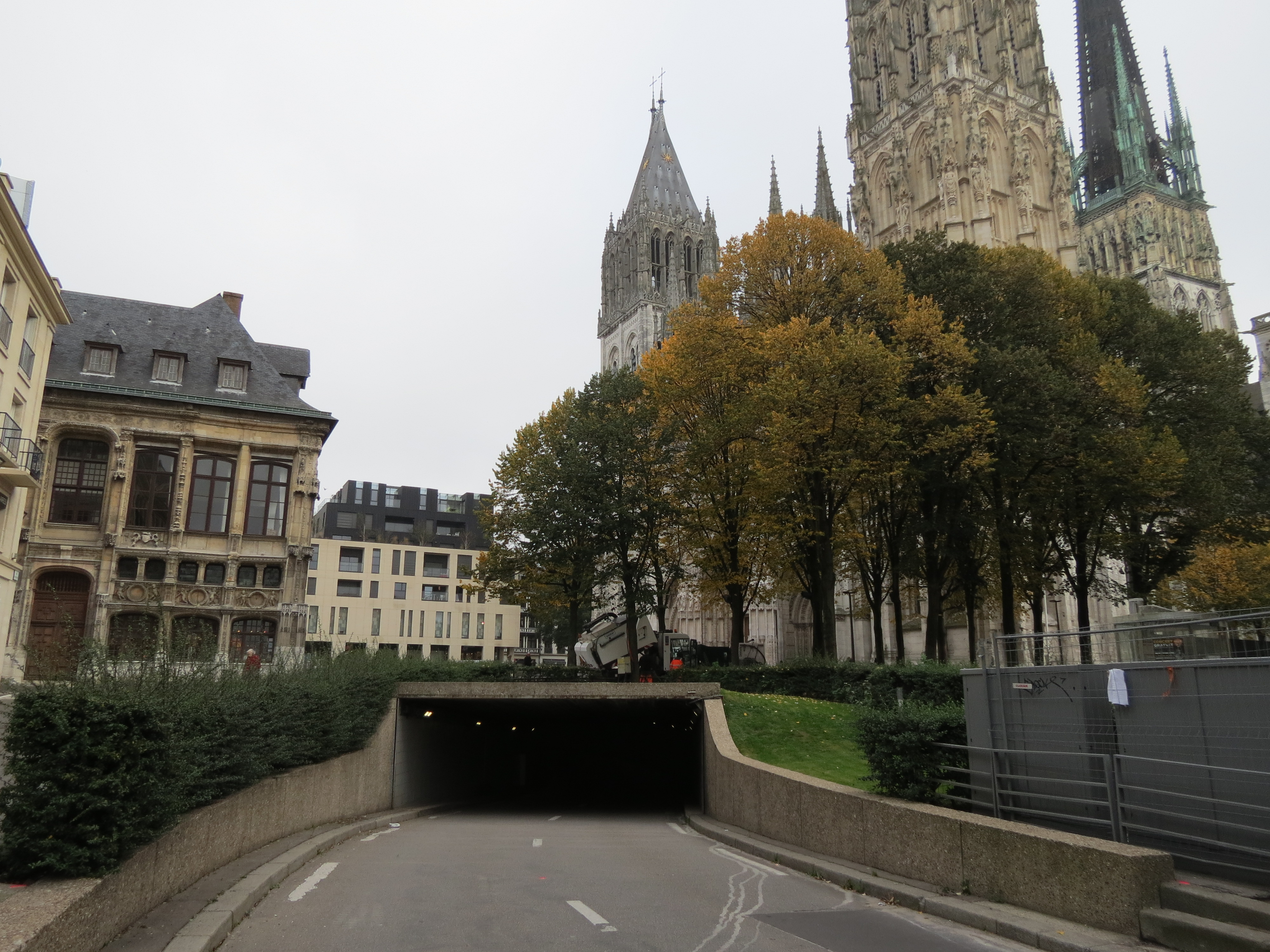
Sortie du tunnel Saint-Herbland.
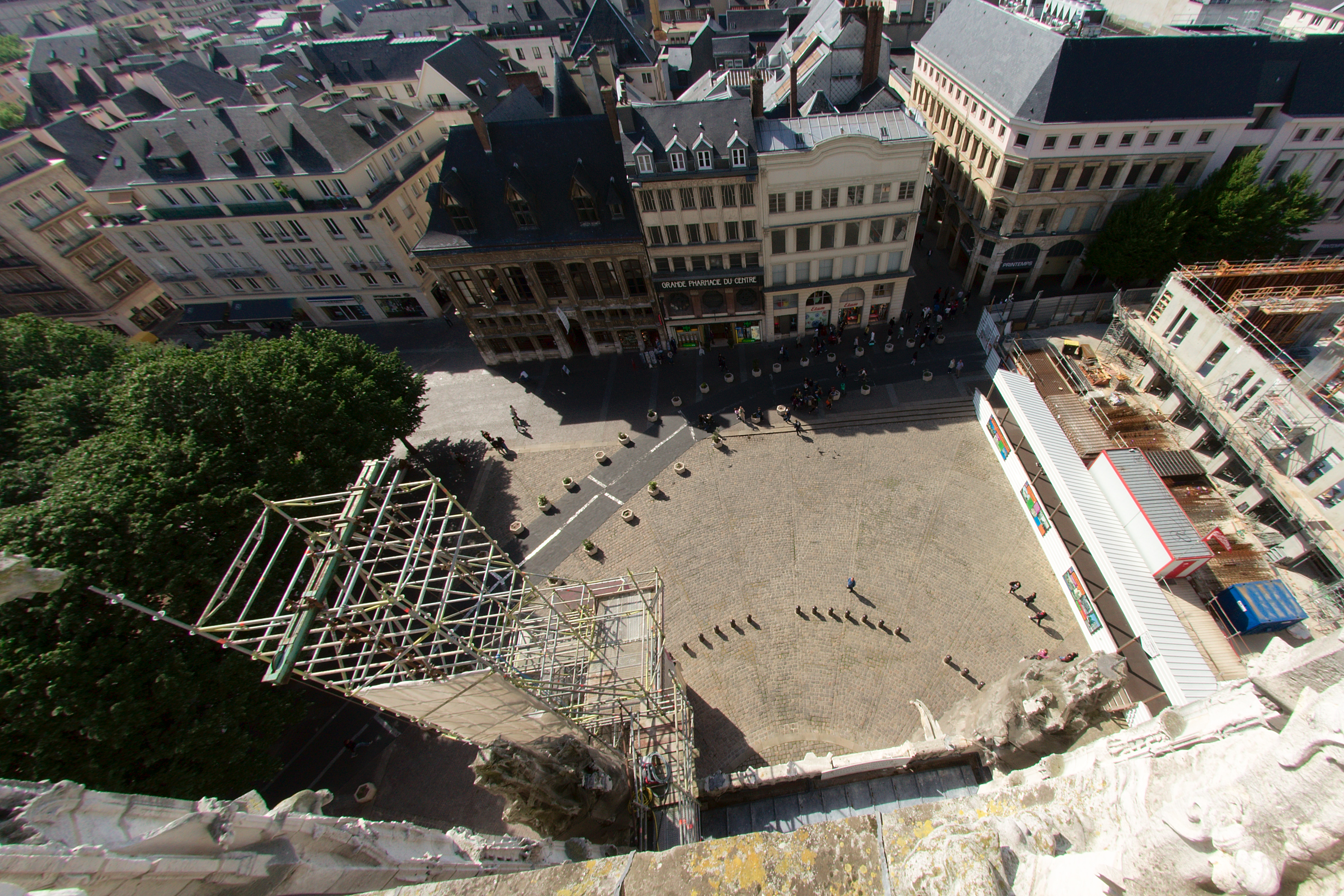
Vue de la place de la Cathédrale depuis la salle des Rois de la cathédrale.
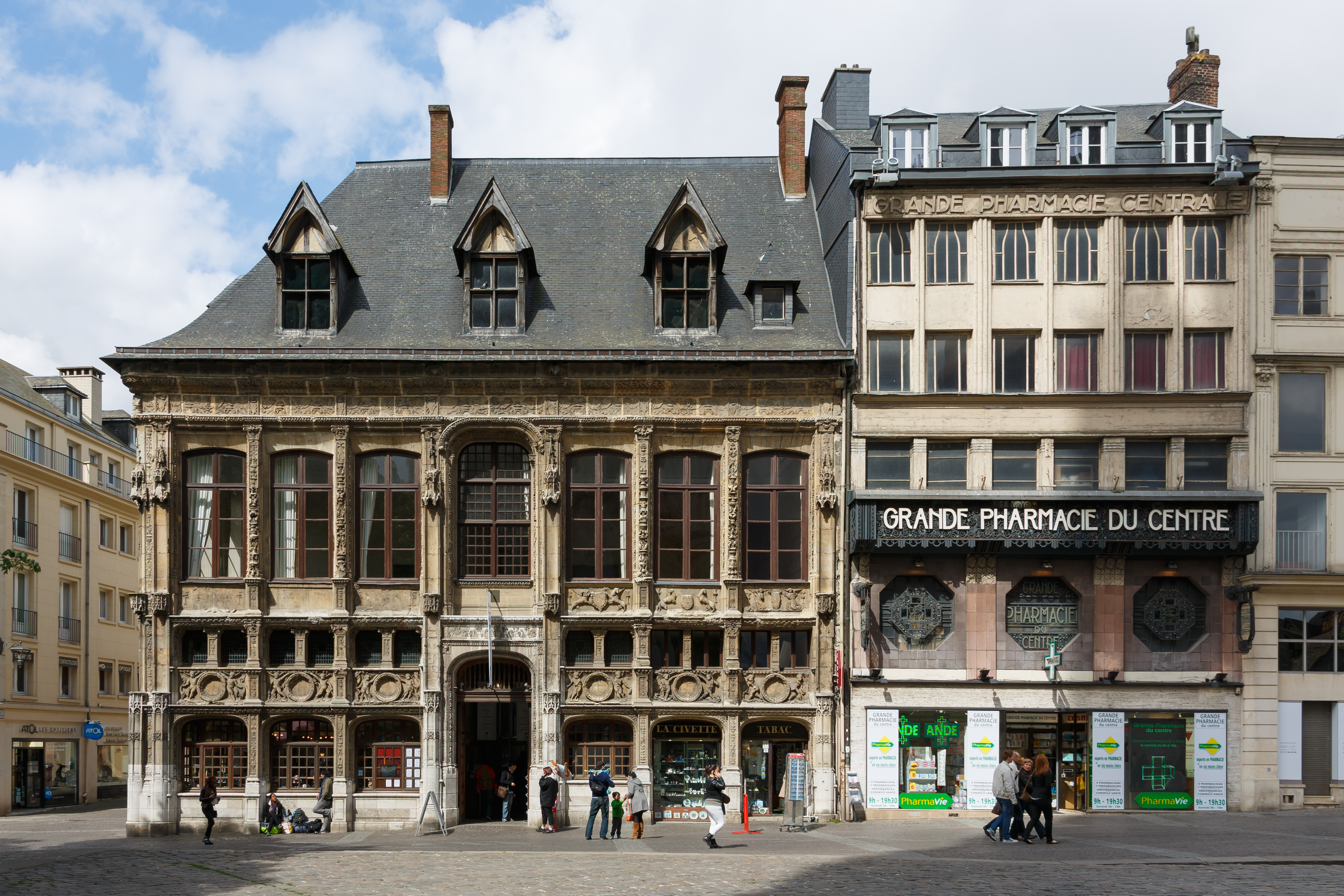
L'ancien bureau des Finances et la grande pharmacie du Centre.

### Événements
En décembre, le marché de Noël s'installe sur la place.